# Atrichopogon pullatus
Atrichopogon pullatus är en tvåvingeart som beskrevs av John William Scott Macfie 1933. Atrichopogon pullatus ingår i släktet Atrichopogon och familjen svidknott. Inga underarter finns listade i Catalogue of Life.